# 高向氏
高向氏（たかむくうじ）は、「高向」を氏とする氏族。
姓は臣（おみ）後に朝臣（あそん）。石川氏同族である。

## 出自
高向氏は、 河内国錦部郡高向（現在の大阪府河内長野市高向）を本拠地とした豪族で、『新撰姓氏録』に「石川同氏、武内宿禰六世孫猪子臣之後也」とあり、蘇我氏・河辺氏・田中氏・小治田氏らと同祖とされる。元は臣姓であったが、天武天皇13年（684年）八色の姓の制定により朝臣姓に改姓している。
なお、高向玄理の系譜は、高向史氏で、旧姓は漢人であり、別の一族である。